# Selmana
Selmana est une commune de la wilaya de Djelfa en Algérie.